# Wolfgang Feuerlein

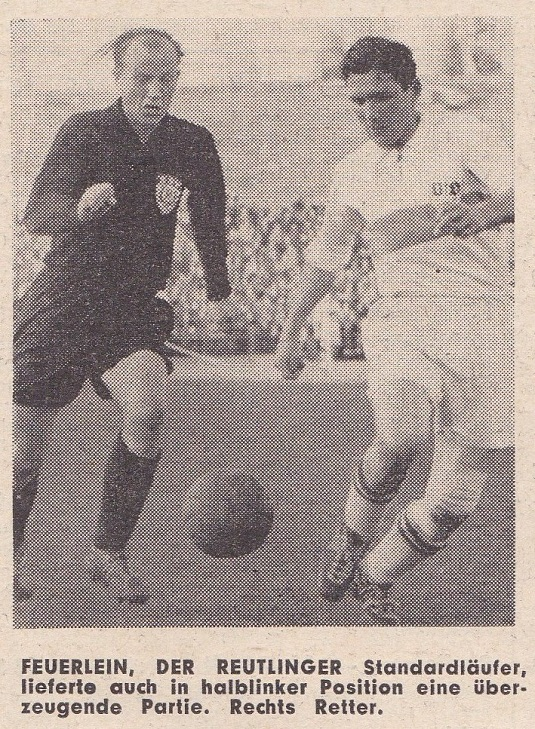
Wolfgang Feuerlein (links neben Retter vom VfB Stuttgart), einziger Ehrenspielführer des SSV Reutlingen

Wolfgang Feuerlein (* 10. Oktober 1924; † 3. Mai 1992 in Reutlingen) war ein deutscher Fußballspieler.
Von Sportfreunde Calw wechselte der Mittelfeldspieler zum SSV Reutlingen 05, der nach dem Zweiten Weltkrieg zunächst in der Oberliga Südwest antrat. Die Oberligasaison 1949/50 schloss Wolfgang Feuerlein mit dem SSV in der Gruppe Süd der Oberliga Südwest als Staffelmeister und nach einer Endspielniederlage gegen den 1. FC Kaiserslautern in der südwestdeutschen Meisterschaftsendrunde zudem als südwestdeutscher Vizemeister ab. Als der SSV Reutlingen in der Endrunde um die deutsche Meisterschaft 1950 im Achtelfinale Preußen Dellbrück mit 0:1 in der Verlängerung unterlag, war Feuerlein über die volle Spieldistanz im Einsatz. Nach einem Verbandswechsel des SSV Reutlingen in die Oberliga Süd stieg Wolfgang Feuerlein mit dem SSV in der anschließenden Spielzeit in die II. Division ab. In der II. Division 1953/54 stieg er mit dem SSV wieder in die Oberliga Süd auf. Nach der Vizemeisterschaft mit dem SSV in der Oberliga Süd in der folgenden Saison, scheiterte seine Mannschaft in der Qualifikationsrunde der Endrunde um die deutsche Meisterschaft 1955, in der Feuerlein wegen einer Verletzung nicht eingesetzt wurde, an dem SV Sodingen und Wormatia Worms. In der anschließenden Oberligasaison 1955/56 folgte für Feuerlein und seine Reutlinger der erneute Abstieg in die II. Division. Danach gelang ihm mit dem SSV Reutlingen in der Saison 1956/57 der direkte Wiederaufstieg.
Wolfgang Feuerlein starb im Alter von 67 Jahren am plötzlichen Herztod.